# DJ Spooky
Pour les articles homonymes, voir Spooky.
DJ Spooky, né le 6 septembre 1970 à Washington, est un DJ et producteur de hip-hop américain. Il est connu pour ses expérimentations électroniques nommées illbient ou trip hop. Il a enregistré plus d'une dizaine d'albums depuis son premier album Songs of a Dead Dreamer (1996) et de nombreuses collaborations avec d'autres artistes notamment avec Yoko Ono pour son album Yes I'm A Witch sorti en 2007. Il est notamment choisi pour participer à la playlist du film Slam de Marc Levin dans lequel Saul Williams est acteur principal.
Après avoir étudié la philosophie et la littérature française au Bowdoin College, il devient professeur de musique à l'European Graduate School et est éditeur exécutif du magazine Origin.

## Biographie

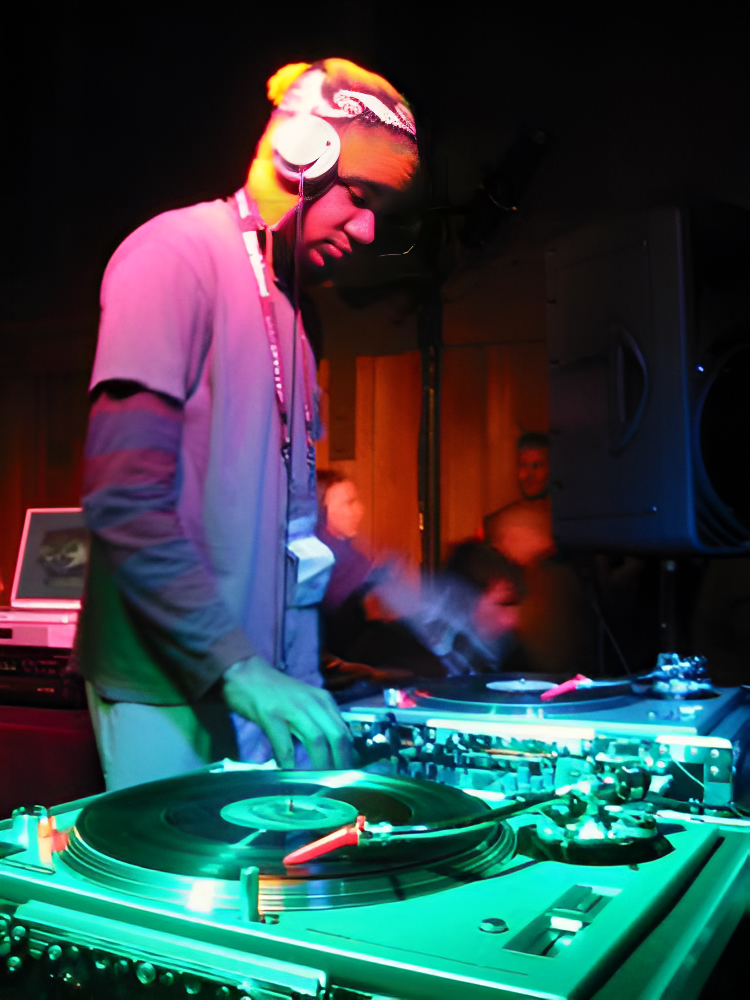
DJ Spooky au Sundance Film Festival de 2003.

Au milieu des années 1990, Spooky se lance dans l'enregistrement d'une série de singles et d'EPs. Son premier LP s'intitule Songs of a Dead Dreamer. Spooky contribue à l'album Offbeat: A Red Hot Soundtrip (1996) et à Onda Sonora: Red Hot + Lisbon (1998) produit par la Red Hot Organization. Riddim Warfare contient des collaborations avec Kool Keith et d'autres figures de rock indépendant comme Thurston Moore de Sonic Youth.
DJ Spooky participe aux neuvième, et onzième éditions des Independent Music Awards. Il est également juge à la troisième édition des Independent Music Awards.
En 2006, la chanson Battle of Erishkigal, coécrite par DJ Spooky et Frank Fitzpatrick est incluse dans le film The Rebel Angel. En août 2009, DJ Spooky visite la République de Nauru pour son titre The Nauru Elegies: A Portrait in Sound and Hypsographic Architecture.
En 2010, Miller forme la The Vanuatu Pacifica Foundation, une organisation d'art contemporain spécialisée dans le dialogue entre l'Océanie et le reste du monde. En 2011, Miller collabore avec le directeur artistique du Ballet Austin, Stephen Mills, sur un ballet appelé Echo Boom partie intégrante du Mozart Project.

## Discographie
- 1996 : Necropolis (Knitting Factory Works KFW 185)
- 1996 : Songs of a Dead Dreamer (Asphodel Records 0961)
- 1998 : Synthetic Fury EP (Asphodel Records 0110)
- 1998 : Haunted Breaks Volumes I and II (Liquid Sky Music)
- 1998 : Riddim Warfare (Outpost-Geffen CD, Asphodel Records Vinyl)
- 2001 : Under the Influence (Six Degrees PRCD 1056-2) (DJ mix record)
- 2002 : Songs of a Dead Dreamer (2002 Edition) (Asphodel Records 2009)
- 2002 : Modern Mantra (Shadow/Instinct SDW 135-2)
- 2002 : Optometry (Thirsty Ear THI 57121.2)
- 2004 : DJ Spooky that Subliminal Kid vs. Twilight Circus Dub Sound System - Riddim Clash
- 2005 : Drums of Death DJ Spooky vs. Dave Lombardo (Thirsty Ear)
- 2009 : The Secret Song (Thirsty Ear)
- 2013 : Of Water and Ice (Jamendo)